# ایون مک‌اینتاش
ایون داگلاس مک‌اینتاش (انگلیسی: Ewen Douglas MacIntosh؛ ۲۵ دسامبر ۱۹۷۳ – ۱۹ فوریهٔ ۲۰۲۴) بازیگر و کمدین اهل ولز بود که برای بازی در مجموعهٔ اداره (۲۰۰۱–۲۰۰۳) شناخته شد. از فیلم‌هایی که وی در آن نقش داشت می‌توان به خرچنگ اشاره کرد.

## اوایل زندگی
مک‌اینتاش در ۲۵ دسامبر ۱۹۷۳ در مریونثرشر متولد شد. او در مدرسه رپتون در داربی‌شر تحصیل کرد و در دانشگاه ادینبرو زبان‌شناسی خواند. زمانی که در دانشگاه بود، به‌طور فعال دربرنامه‌های تئاتر بداهه شرکت تئاتر دانشگاه ادینبرو شرکت داشت.

## فعالیت حرفه‌ای
شکست بزرگ مک اینتاش در تلویزیون زمانی اتفاق افتاد که او در نقش کیت بیشاپ حسابدار مرده درمجموعهٔ اداره انتخاب شد. او همچنین در نمایش‌های مختلفی مانند میراندا و بریتانیای کوچک ظاهر شد.او با تیم فیتز هیگام یک برنامه کنسرت دوگانه تشکیل داد و آن را در سال ۲۰۰۷ در جشنواره فرینج ادینبورگ اجرا کردند. در سال ۲۰۰۹، او در کنار چندین چهره مشهور دیگر در یک موزیک ویدیوی خیریه برای آهنگ کریس ریا «رانندگی به خانه برای کریسمس» ظاهر شد.

## مرگ
مک‌اینتاش در ۱۹ فوریه در ۵۰ سالگی در یک خانه مراقبت در دارلینگتون درگذشت. او دوسال قبل از مرگش درگیر بیماری بود.